# Psychoda monticola
Psychoda monticola är en tvåvingeart som beskrevs av Quate 1967. Psychoda monticola ingår i släktet Psychoda och familjen fjärilsmyggor. Inga underarter finns listade i Catalogue of Life.